# Tramea limbata
Tramea limbata – gatunek ważki z rodziny ważkowatych (Libellulidae).